# Alexandre Lazarev (acteur)
Pour les articles homonymes, voir Alexandre Lazarev et Lazarev.
Alexandre Sergueïevitch Lazarev (en russe : Алекса́ндр Серге́евич Ла́зарев), né le 3 janvier 1938 à Léningrad (URSS) et mort le 2 mai 2011  à Moscou, est un acteur soviétique et russe de théâtre et cinéma, lauréat du prix d'État de l'URSS en 1977.

## Biographie
Né dans la famille de Sergueï Nikolaïevitch Lazarev et Olimpiada Kouzminitchna Tarassova, Alexandre Lazarev a un frère, Youri Lazarev (ru), qui est également acteur.
En 1989, il est diplômé de l'École-studio du Théâtre d'Art académique de Moscou et intègre la troupe du Théâtre Maïakovski où se déroulera toute sa carrière.
Son début cinématographique a lieu en 1961, dans la comédie de Leonid Trauberg Volny veter. Il a en tout joué dans une centaine de films.
En 1975, l'artiste devient membre du Parti communiste de l'Union soviétique.
Il reçoit l'ordre du Mérite pour la Patrie de la IVe classe en 1998 et de la IIIe classe en 2008,.
Il meurt d'une embolie à sa datcha dans la localité d'Abramtsevo au nord de Moscou. Il repose au Cimetière Troïekourovskoïe.

## Vie privée
Lazarev était marié avec l'actrice Svetlana Nemoliaïeva. Ils ont eu un fils, Alexandre Lazarev né en 1967, acteur du Théâtre du Lenkom, artiste du peuple de la fédération de Russie (2007).

## Filmographie partielle
- 1969 : Les Fleurs tardives d'Abram Room
- 1973 : Dimitrie Cantemir de Vlad Iovitse et Vitali Kalachnikov
- 1981 : À travers les ronces vers les étoiles de Richard Viktorov
- 1983 : Les Demidov de Yaropolk Lapchine (ru)
- 1986 : Le Prisonnier mystérieux de Valeriu Gajiu
- 1988 : Les Aventures de Quentin Durward de Sergueï Tarassov
- 1987 : Par la grande rue avec la fanfare de Piotr Todorovski
- 2006 : La Nuit de carnaval 2, ou 50 ans plus tard (Карнавальная ночь-2, или 50 лет спустя) d'Eldar Riazanov